# Fédération du Kenya de football
Pour les articles homonymes, voir FKF et KFF.

Logo du FKF.

La Fédération du Kenya de football ou FKF (Football Kenya Federation ou FKF) est une association regroupant les clubs de football du Kenya et organisant les compétitions nationales et les matchs internationaux de la sélection du Kenya.
La fédération nationale du Kenya est fondée en 1960. Elle est affiliée à la FIFA depuis 1960 et est membre de la CAF depuis 1968.
Le 25 octobre 2006, la FIFA suspend la fédération aux motifs suivants :
« Les principes fondamentaux tels que le respect des règlementations sportives, l'intégrité des compétitions, les statuts, les règlements et des décisions de la FIFA ont été régulièrement bafoués ou ignorés par les représentants du football kényan. »
En 2008, Football Kenya Limited (FKL) remplace l'ancienne Kenya Football Federation (KFF), et en 2011 le FKL est remplacé par l'actuel Football Kenya Federation (FKF).

## Logos

Logos de la Fédération du Kenya de football
Logo ancien du KFF.
Logo ancien du FKL.
Logo actuel du FKF.